# لنبیستر
لنبیستر (به انگلیسی: Llanbister) یک منطقهٔ مسکونی در بریتانیا است که در پویس واقع شده‌است.